# Гуиннер (аэропорт)
Аэропорт Гуиннер имени Роджера Мелро, в прошлом известный, как Муниципальный аэродром Гуиннер, (англ. Gwinner-Roger Melroe Field), (ИАТА: GWR, ИКАО: KGWR, FAA LID: GWR) — государственный гражданский аэропорт, расположенный в двух километрах к юго-востоку от центрального делового района города Гуиннер (Северная Дакота), США.

## Операционная деятельность
Аэропорт Гуиннер имени Роджера Мелро занимает площадь в 49 гектар, расположен на высоте 386 метров над уровнем моря и эксплуатирует две взлётно-посадочные полосы:
- 16/34 размерами 1520 х 18 метров с асфальтовым покрытием;
- 6/24 размерами 899 х 30 метров с торфяным покрытием.

В период с 31 декабря 2006 по 31 декабря 2007 года Аэропорт Гуиннер имени Роджера Мелро обработал 4120 операций взлётов и посадок воздушных судов (в среднем 11 операций ежедневно), из которых 51 % пришлось на рейсы аэротакси, 49 % составила авиация общего назначения и меньше 1 % заняли рейсы военной авиации. В данный период в аэропорту базировалось 13 воздушных судов, из них 85 % — однодвигательные самолёты и 15 % — многодвигательные.